# Sebastião Salgado

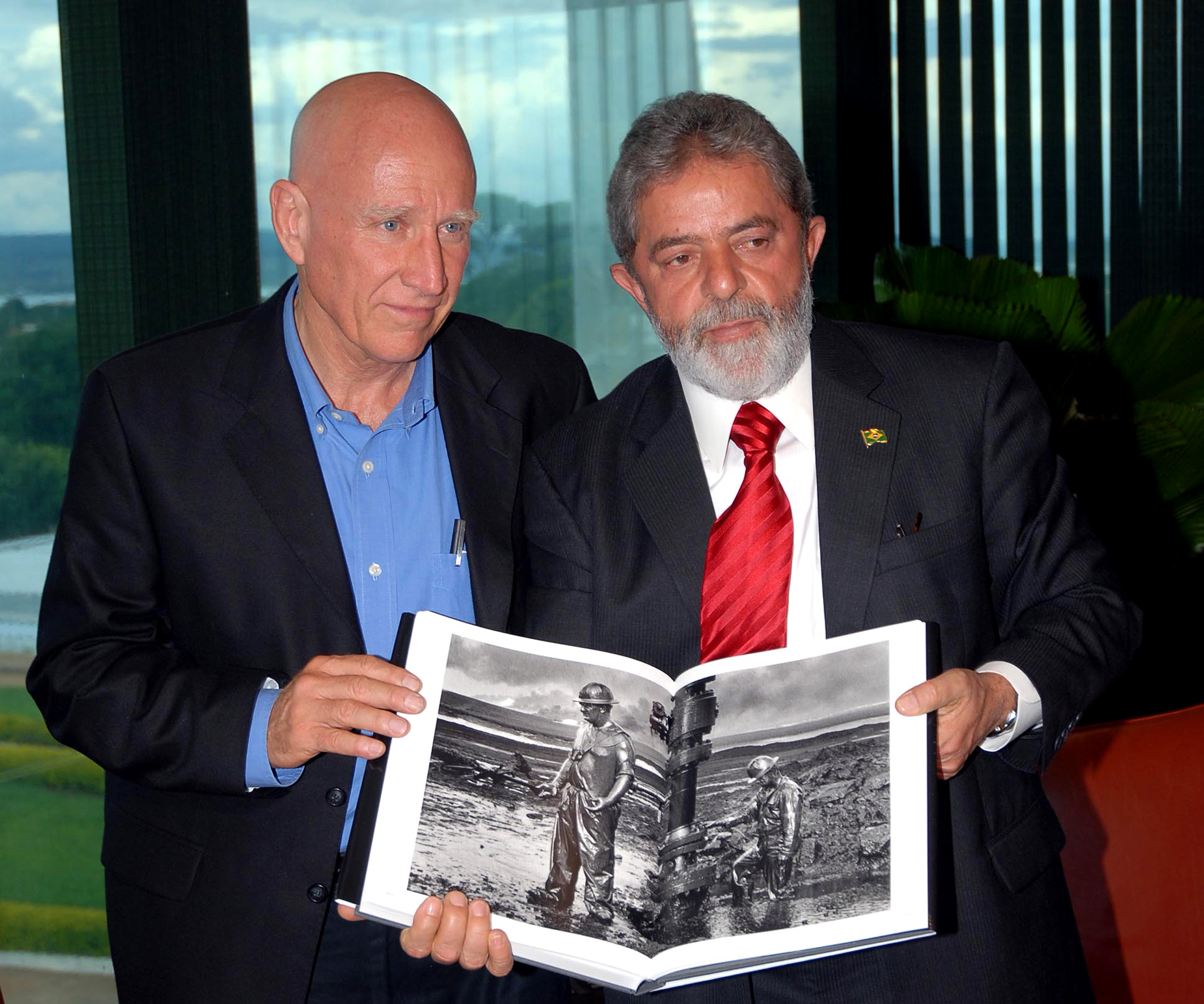
Sebastião Salgado (z lewej) i prezydent Brazylii Lula da Silva (2006)

Sebastião Ribeiro Salgado Júnior (ur. 8 lutego 1944 w Aimorés, zm. 23 maja 2025 w Paryżu) – brazylijski fotograf pracujący jedynie w technikach fotografii czarno-białej, ambasador dobrej woli UNICEF. Bohater filmu dokumentalnego Sól ziemi (2014).

## Życiorys
Zdobył tytuł magistra ekonomii na uniwersytecie w São Paulo. Swą karierę „fotograf rynsztoków” – jak bywa nazywany – rozpoczął w 1970, gdy już jako doktor ekonomii podczas wizyty służbowej w biednej części Afryki zrobił kilka zdjęć. Te pierwsze fotografie, wykonane jedynie do celów prywatnych, pobudziły autora do szerszego zainteresowania się fotografią, a także zagadnieniami nędzy w krajach trzeciego świata.
Salgado nawiązał współpracę z europejską i afrykańską sekcją organizacji World Church Society i przez kilka następnych lat pracował nad projektem Migracje. W 1975 nawiązał współpracę z francuską agencją fotograficzną Gamma, a w 1980 dołączył do elitarnego grona agencji Magnum założonej przez Henriego Cartier-Bressona. Od 1994 Salgado był związany z Amazonas Images Press Agency, która ma wyłączność na prezentowanie jego prac.
Zmarł w maju 2025 roku, w wieku 81 lat. Przyczyna śmierci nie jest znana. Salgado miał jednak problemy zdrowotne związane z malarią, którą zakaził się w latach 90. XX wieku.

## Poruszane zagadnienia
Sebastião Salgado koncentrował się zawsze na ludzkiej biedzie. Świat, który uwieczniał na kliszy, był brudny i ponury, a ludzie w nim żyjący – nieszczęśliwi. Jego pierwsze realizacje dotyczą nędzy w krajach trzeciego świata, co zostało pokazane w cyklach takich jak: Migracje, Uchodźcy czy Uncertain Grace, jednak ludzkie cierpienie rejestrował nie tylko w Afryce. Jego prace pokazywały robotników we Francji, Rosji, czy na Ukrainie. W 1990 pojawił się w Stoczni Gdańskiej. Obecny był wszędzie tam, gdzie ludzkie życie jest sprowadzone do rynsztoka, bez względu na to, czy to jest w Brazylii, na plantacjach herbaty w Radżastanie czy polach naftowych Kuwejtu.

## Publikacje
- Workers: An Archaeology of the Industrial Age
- Migrations: Humanity in Transition
- The Children: Refugees and Migrants
- An Uncertain Grace
- Other Americas (1986)
- Terra: Struggle of the Landless
- Sebastiao Salgado: Looking Back at You VHS (1993)

## Odznaczenia i nagrody
- Nagroda im. Ericha Salomona (1988)[4]
- Order Zasługi dla Kultury (Brazylia) (1998)[5]
- Nagroda Fundacji Erny i Victora Hasselblad za całokształt pracy. W uzasadnieniu napisano: Sebastião Salgado jest jednym z przodujących i najbardziej znanych fotoreporterem zajmującym się zagadnieniami socjalnymi. Wykazał się unikalną zdolnością do połączenia dziennikarstwa, dyskretnego podejścia, lojalnego zaangażowania i fotograficznej estetyki. Używa swego medium do opowiedzenia życia ludzi, życia, które obserwował z respektem pomimo surowości okoliczności, w jakich się znajdował. Jego zdjęcia są poruszające i ważne w poznawaniu i rozumieniu ludzi i ich kultur. Jego praca ma także znaczenie dla takich przedsięwzięć jak Lekarze Bez Granic. (1989)
- Nagroda Księcia Asturii (1998)
- Nagroda Pokojowa Księgarzy Niemieckich (2019)[6]